# NGC 3129
NGC 3129 – gwiazda podwójna znajdująca się w gwiazdozbiorze Lwa. Jej składniki mają jasność 13,8m i 14,1m. Zaobserwował ją William Herschel 21 marca 1784 roku i skatalogował jako obiekt typu „mgławicowego”.